# Liste des maires d'Évry
Cet article dresse une liste par ordre de mandat des maires d'Évry et d'Évry-Courcouronnes.

## Liste des maires d'Évry
| Période                          | Période                                | Identité                   | Étiquette | Qualité                                                                 |
| -------------------------------- | -------------------------------------- | -------------------------- | --------- | ----------------------------------------------------------------------- |
| février 1790                     | novembre 1791                          | Charles Bonaventure Delage |           | Entrepreneur, maçon                                                     |
| novembre 1791                    | décembre 1792                          | Denis Marcille             |           | Charron                                                                 |
| décembre 1792                    | An III (1795)                          | Louis Partenot             |           | Maçon                                                                   |
| An III (1795)                    | Brumaire An VI (octobre-novembre 1797) | Edme Challiot              |           | Menuisier                                                               |
| Brumaire An VI (novembre 1797)   | Brumaire An VIII (novembre 1799)       | Joseph Guerard             |           |                                                                         |
| Brumaire An VIII (novembre 1799) | 1809                                   | M. Delaborde               |           |                                                                         |
| 1809                             | octobre 1815                           | M. Révérend                |           | Cultivateur                                                             |
| octobre 1815                     | janvier 1822                           | B. Perrot                  |           | Maréchal de camp                                                        |
| janvier 1822                     | octobre 1831                           | Louis-Adrien Leblanc       |           |                                                                         |
| octobre 1831                     | septembre 1840                         | Alexandre-Marie Aguado     |           | Banquier, commerçant Marquis de Las Marismas de Guadalquivir            |
| septembre 1840                   | mars 1848                              | Jean-Jacques Elie Pasturin |           | Avocat                                                                  |
| mars 1848                        | août 1870                              | Amand Decauville           |           | Agriculteur                                                             |
| août 1870                        | septembre 1870                         | Louis Germain Binder       |           |                                                                         |
| septembre 1870                   | avril 1871                             | Amand Decauville           |           | Agriculteur                                                             |
| juin 1871                        | juillet 1871                           | Louis Maille               |           | Propriétaire Démissionnaire                                             |
| juillet 1871                     | janvier 1881                           | Edouard Arnaud-Jeanti      |           |                                                                         |
| janvier 1881                     | mai 1892                               | Paul Decauville            |           | Industriel Sénateur de Seine-et-Oise (1890 → 1900)                      |
| mai 1892                         | septembre 1907                         | Emmanuel Pastré            |           | Propriétaire, exploitant                                                |
| septembre 1907                   | mai 1908                               | Louis Purper               |           | Propriétaire                                                            |
| mai 1908                         | juin 1931                              | Emmanuel Pastré            |           | Propriétaire, exploitant Décès en cours de mandat                       |
| juin 1931                        | décembre 1931                          | Augustin Foucher           |           | Cultivateur Démissionnaire                                              |
| décembre 1931                    | juin 1940                              | Joseph Pastré              |           | Propriétaire, exploitant Démissionnaire                                 |
| juin 1940                        | août 1944                              | Henri Devaux               |           | Retraité de la SNCF Fait fonction de maire entre juin 1940 et juin 1941 |
| août 1944                        | mai 1945                               | Henri Boyer                |           | Ivoirier Président du Comité Local de Libération                        |

| Période       | Période       | Identité           | Étiquette             | Qualité |
| ------------- | ------------- | ------------------ | --------------------- | --- |
| mai 1945      | novembre 1947 | Adrien Auverlot    | SFIO                  | Mécanicien retraité |
| novembre 1947 | mars 1977     | Michel Boscher     | RPF puis UNR puis UDR | Commissaire-priseur Député de Seine-et-Oise (14e circ.) (1958 → 1967) Député de l'Essonne (2e circ.) (1967 → 1978) Conseiller général d'Évry (1967 → 1973) |
| mars 1977     | mars 1983     | Claude Jeanlin     | PS                    | Technicien Thomson Conseiller régional d'Île-de-France [Quand ?] Conseiller général d'Évry (1973 → 1985) Vice-président du conseil général de l'Essonne [Quand ?] |
| mars 1983     | février 1999  | Jacques Guyard     | PS                    | Historien, maître de conférences Député de l'Essonne (2e circ) (1981 → 1986) Député de l’Essonne (1986 → 1988, élu au scrutin proportionnel) Député de l'Essonne (1re circ) (1988 → 1991 puis 1993 → 2002) |
| février 1999  | mai 2000      | Pierre-Jean Banuls | PS                    | Président du SAN d'Evry (1995 → 2000) Démissionnaire |
| mai 2000      | mars 2001     | Christian Olivier  | PS                    | |
| mars 2001     | juin 2012     | Manuel Valls       | PS                    | Conseiller en communication Député de l'Essonne (1re circ) (2002 → 2012) Président de la CA Évry Centre Essonne (2008 → 2012) Ministre puis premier ministre (2012 → 2016) Démissionnaire à la suite de sa nomination comme ministre                                                                                                   |
| juin 2012,    | décembre 2018 | Francis Chouat,    | PS puis DVG puis TdP  | Historien, syndicaliste enseignant Conseiller général d'Évry-Sud (2001 → 2015) Président de la communauté d'agglomération Évry Centre Essonne (2012 → 2015) Président de la CA Grand Paris Sud Seine Essonne Sénart (2016 → 2018) Député de l'Essonne (1re circ) (2018 → 2022.) Démissionnaire à la suite de son élection comme député |

## Liste des maires d'Évry-Courcouronnes
| Période      | Période                      | Identité         | Étiquette | Qualité |
| ------------ | ---------------------------- | ---------------- | --------- | --- |
| janvier 2019 | En cours (au 8 janvier 2019) | Stéphane Beaudet | DVD       | Directeur de relations publiques Conseiller régional d'Île-de-France (2010 → ) Vice-président du conseil régional (2015 → ) Vice-président de la CA Grand Paris Sud Seine-Essonne-Sénart (2016 → ) |